# 尤里·维克托罗维奇·费多托夫
尤里·维克托罗维奇·费多托夫（俄語：Юрий Викторович Федотов，1947年12月14日—2022年6月16日），俄罗斯外交官。曾任联合国毒品和犯罪问题办公室执行主任。

## 生平
1971年毕业于莫斯科国立国际关系学院，曾在苏联驻阿尔及利亚和印度大使馆工作。1993年至1999年，历任俄罗斯联邦常驻联合国维也纳办事处代表高级顾问、副代表、第一副代表。1999年2002年，担任俄罗斯联邦外交部国际组织司司长。2002年至2005年，担任俄罗斯联邦外交部副部长。2005年至2010年，担任俄罗斯联邦驻英国特命全权大使。2010年至2019年，担任联合国副秘书长、联合国毒品和犯罪问题办公室执行主任。2022年6月16日逝世。

## 荣誉
- 友谊勋章（2004年3月22日）
- 俄罗斯联邦总统感谢信（2004年10月25日）
- 俄罗斯联邦功勋外交工作者荣誉称号（2008年2月11日）